# 筑前簑島駅
筑前簑島駅（ちくぜんみのしまえき）は、かつて福岡県福岡市博多区美野島3丁目にあった日本国有鉄道筑肥線の廃駅である。福岡市地下鉄1号線との直通運転開始に伴う博多駅 - 姪浜駅間の廃止により廃駅となった。

## 歴史
- 1929年（昭和4年）7月20日：日本足袋（後に日本ゴム、現・アサヒシューズ）簑島工場の要望で[2]、北九州鉄道の福岡簑島駅として開業[1]。
- 1937年（昭和12年）10月1日：国有化により、筑前簑島駅となる[1]。
- 1963年（昭和38年）12月1日：博多駅が移転し、当駅と博多駅の間隔が約600m短縮される[2]。
- 1983年（昭和58年）3月22日：筑肥線博多 - 姪浜間の廃止により、廃駅となる[1]。

## 駅構造
単式ホーム1面1線の地上駅で、ホームの端に小さな駅舎があった。小規模な構造で快速通過駅だったが、駅付近に複数の工場や事業所があり通勤客の利用が多いため、筑前高宮駅から派遣された駅員が1名配置されていた。

## 利用状況
駅周辺の工場や事業所への通勤客が利用していたが、定期券は事業所ごとに日本交通公社（現・JTB）から一括購入するため、駅の収入はさほどでもなかった。博多駅までは沿線を走る西鉄バスと競合しており、片方の運賃が上がるともう片方の乗客が増えるという現象が運賃値上げのたびに起きていた。

## 駅周辺
駅の西側を那珂川が流れ、那珂川橋梁が架けられていた。駅のすぐ東側で国道385号と交差しており、国道が線路上をまたぎこす立体交差となっていた。

### 周辺施設
- 九州松下電器本社工場（現:パナソニック コネクト福岡事業所・登記上本店）[2][3]
  - 1952年（昭和27年）までは日本足袋（後に日本ゴム）簑島工場だった[3]。
- 福岡製紙（後に本州製紙）福岡工場（現存せず）[2][3]
- 松居織物工場[3]
- 博多商業高等学校[3]（現・沖学園中学校・高等学校）
- 福岡市立美野島小学校（2012年に福岡市立住吉小学校へ統合）

## 現状
駅跡は舗装されて空き地となっているほか、駅東側のパナソニック敷地の北側にあたる旧線路は遊歩道になっている。駅のすぐ東側（博多寄り）の遊歩道脇に、駅を模したホームと駅名板が設置されている。ただし、ホーム部分は一部を残したという説と、廃駅後に再設置されたという説がある。
ホームをまたいでいた国道のオーバーパスは、歩道への階段の一部を取り外した上で、現在も使用されている（歩行者は国道沿いの生活道路を通行可能）。橋桁には、ディーゼル機関車の煤煙の跡が黒い帯となって残っている。

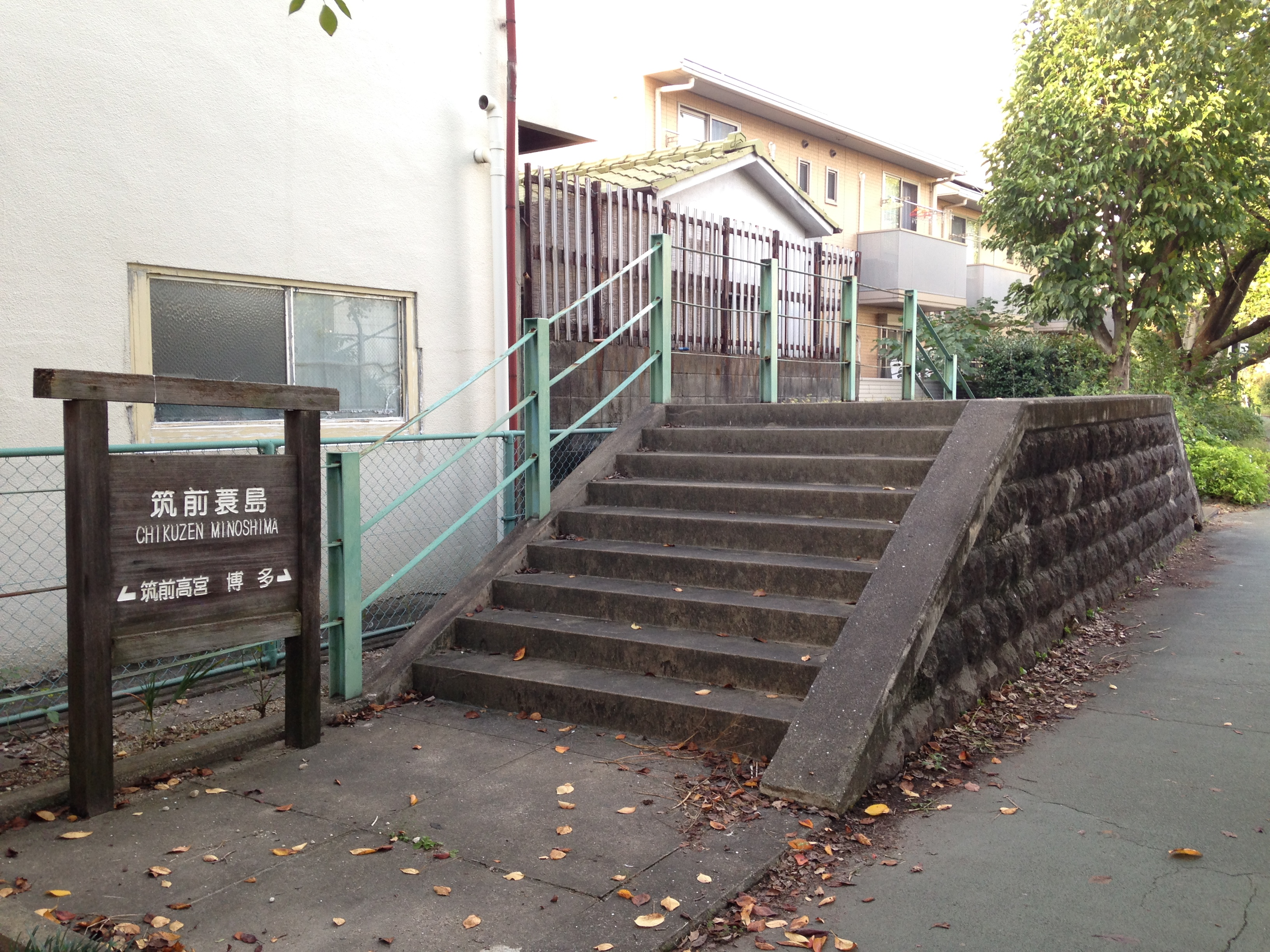
駅跡地に設置されたホームと駅名標
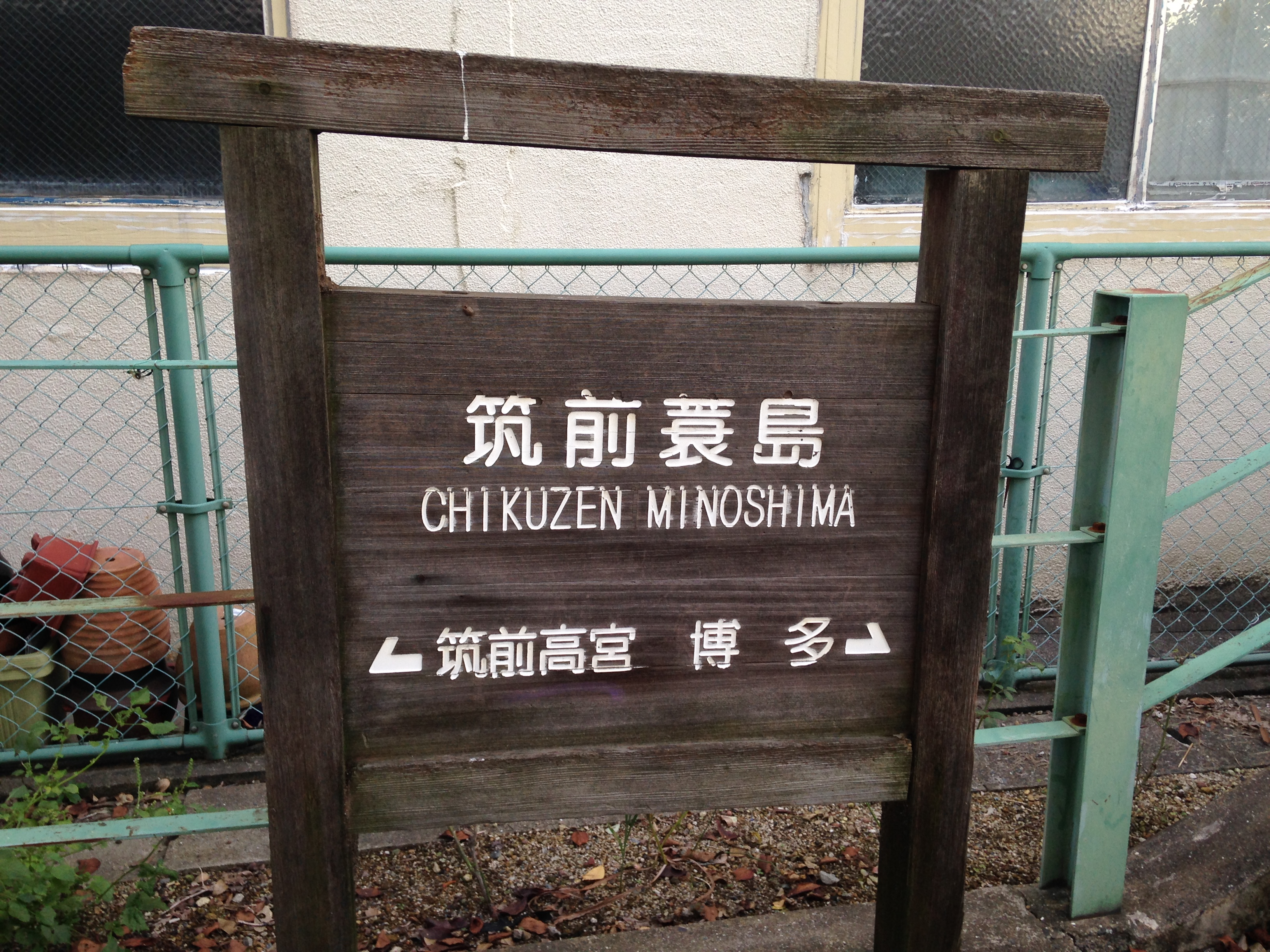
駅跡地に設置された駅名標
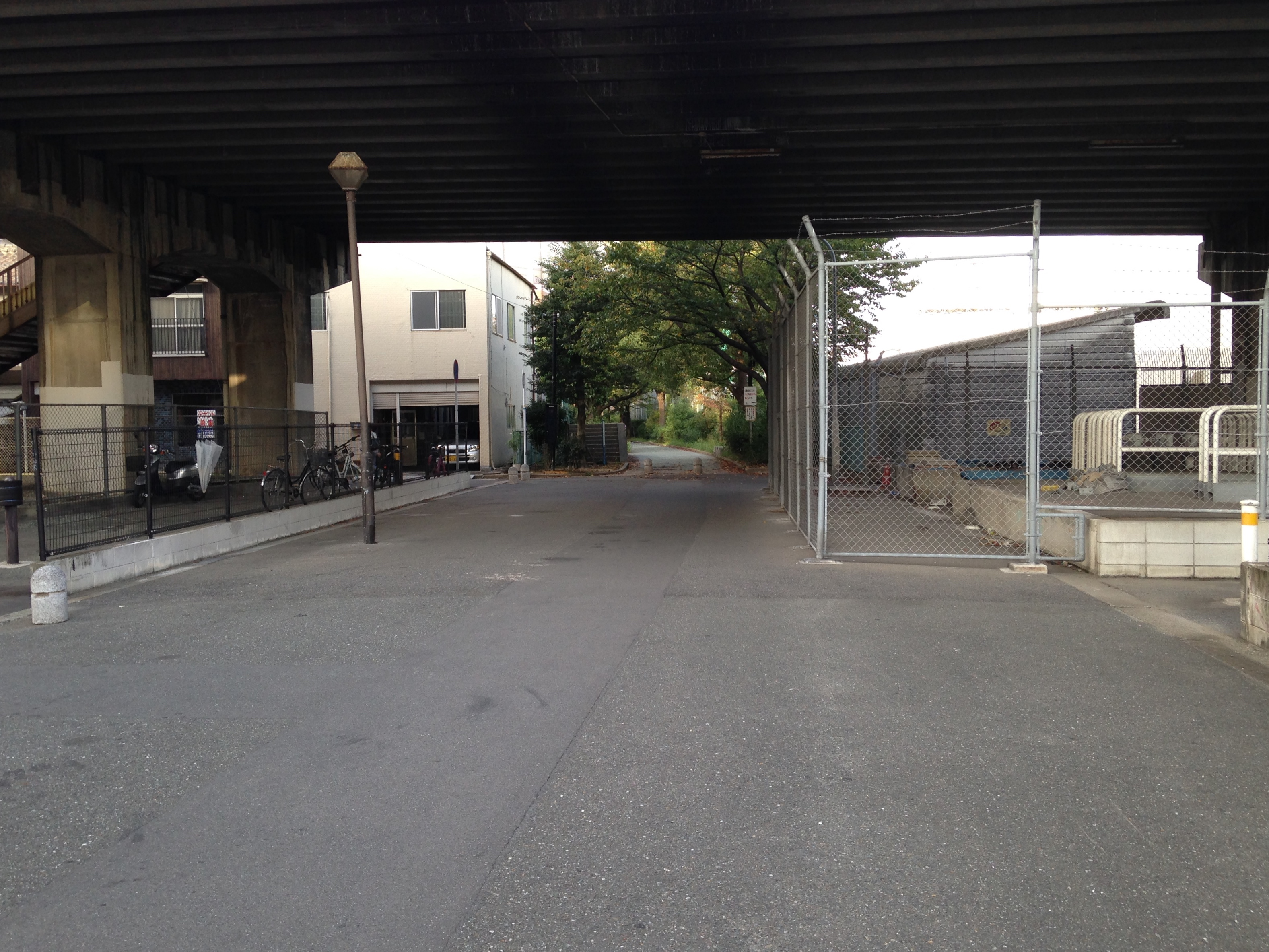
西から見た駅跡地の遠景。画面奥に向かって筑肥線の線路が延びていた。中央上のオーバーパスに残る2本の黒い帯が煤煙の跡[4]。

## 隣の駅
日本国有鉄道
筑肥線
博多駅 - 筑前簑島駅 - 筑前高宮駅
1964年の博多駅移転に伴い、博多駅との間隔は約1.4 kmに縮んだ。そのため、下り列車は百年橋まで加速しカーブに差し掛かると惰性で駅まで減速した。